# Burdur (stad)
Burdur is de hoofdstad (İl Merkezi) van het gelijknamige district en de provincie Burdur in Turkije. De plaats telt ruim 275.826 inwoners.
De stad ligt aan het Burdurmeer (Burdur Gölü).

## Verkeer en vervoer

### Wegen
Burdur ligt aan de nationale wegen D330 en D650.
- Gemeinsame Normdatei: 4260752-8
- Library of Congress Control Number: no99046910
- Nationale Bibliotheek van Israël: 987007496674705171
- Virtual International Authority File: 153930116
- WorldCat: E39PBJccdKrhjB8D3fVc4bg7pP